# Bounty Blue
Bounty Blue er det sjette studiealbum fra den danske rockmusiker Johnny Madsen, udgivet i 1991.

## Numre
1. "Johnny The Blues" – 4:14
2. "Get Along" – 3:23
3. "Griseriet på Bounty" – 4:17
4. "Vinden vender" – 4:22
5. "Mørke senorita" – 4:07
6. "Dans amigo" – 3:22
7. "Bag bakken" – 4:32
8. "John Silver" – 3:22
9. "Mona Lisa" – 3:38
10. "Manden med stråhatten" – 3:54